# Victoriano Rivas
Victoriano Rivas Álvaro, genannt Nano (* 7. Juli 1980 in Ciudad Real) ist ein ehemaliger spanischer Fußballspieler und aktueller -trainer.

## Spielerkarriere
Als Spieler wurde er sowohl als linker Verteidiger wie auch als Innenverteidiger eingesetzt.

### Atlético Madrid
Nano war zwei Jahre lang Stammspieler bei der Zweitvertretung von Atlético Madrid. Für Atlético B lief er in 50 Spielen auf und erzielte ein Tor.

### Getafe CF
Im Jahr 2002 wechselte er zum Madrider Vorstadtclub FC Getafe, so dass er in der vertrauten Umgebung bleiben konnte. In seiner ersten Saison dort, 2002/03, war er noch ausgeliehen, ehe er verpflichtet wurde. In der Saison 2003/04 stieg Getafe völlig unerwartet erstmals in die erste spanische Liga auf und auch dort konnte sich Nano durchsetzen.

### Real Betis
Nach drei Jahren wechselte Nano 2005 zum damaligen Champions-League-Teilnehmer Real Betis. Das erste Jahr in Sevilla verlief alles andere als glücklich für ihn, denn im Spiel gegen den FC Chelsea verletzte er sich schwer und fiel lange Zeit aus. Später in der Saison spielte er auch einmal im UEFA-Pokal.
Nachdem er in der Saison 2008/09 an Real Valladolid ausgeliehen war, kehrte er im Sommer 2009 zu Betis zurück, das mittlerweile in die Segunda División abgestiegen war. Dort kam er aber nur zu einem Einsatz.

### UD Levante
Im Sommer 2010 wechselte Nano zu UD Levante in die Primera División.

### Beijing Renhe
Seine aktive Karriere als Spieler beendete er mit zwei Spielzeiten in China bei Beijing Renhe.

## Trainer
Danach wurde Nano als Trainer tätig.
Am 12. November 2018 unterschrieb er einen Vertrag bis Saisonende bei KSV Roeselare, der in der belgischen Division 1B spielt. Der Verein stand zu diesem Zeitpunkt nach der Hälfte der Spiele auf Platz 6 (von 8) der Tabelle, was am Saisonende die Teilnahme an der Abstiegsrunde bedeutet hätte. Um dies zu vermeiden, musste der Verein in der Rückrunde von 14 Spielen sechs Punkte aufholen.
Aber bereits am 8. Januar 2019 verließ er den Verein wieder. Eine im Vertrag vorgesehene Summe für den Fall einer vorzeitigen Vertragsauflösung wurde gezahlt. Zwei Tage wurde seine Anstellung als Co-Trainer bei Shanghai Shenhua in China bekannt.